# Wilhelm Runge (Elektroingenieur)

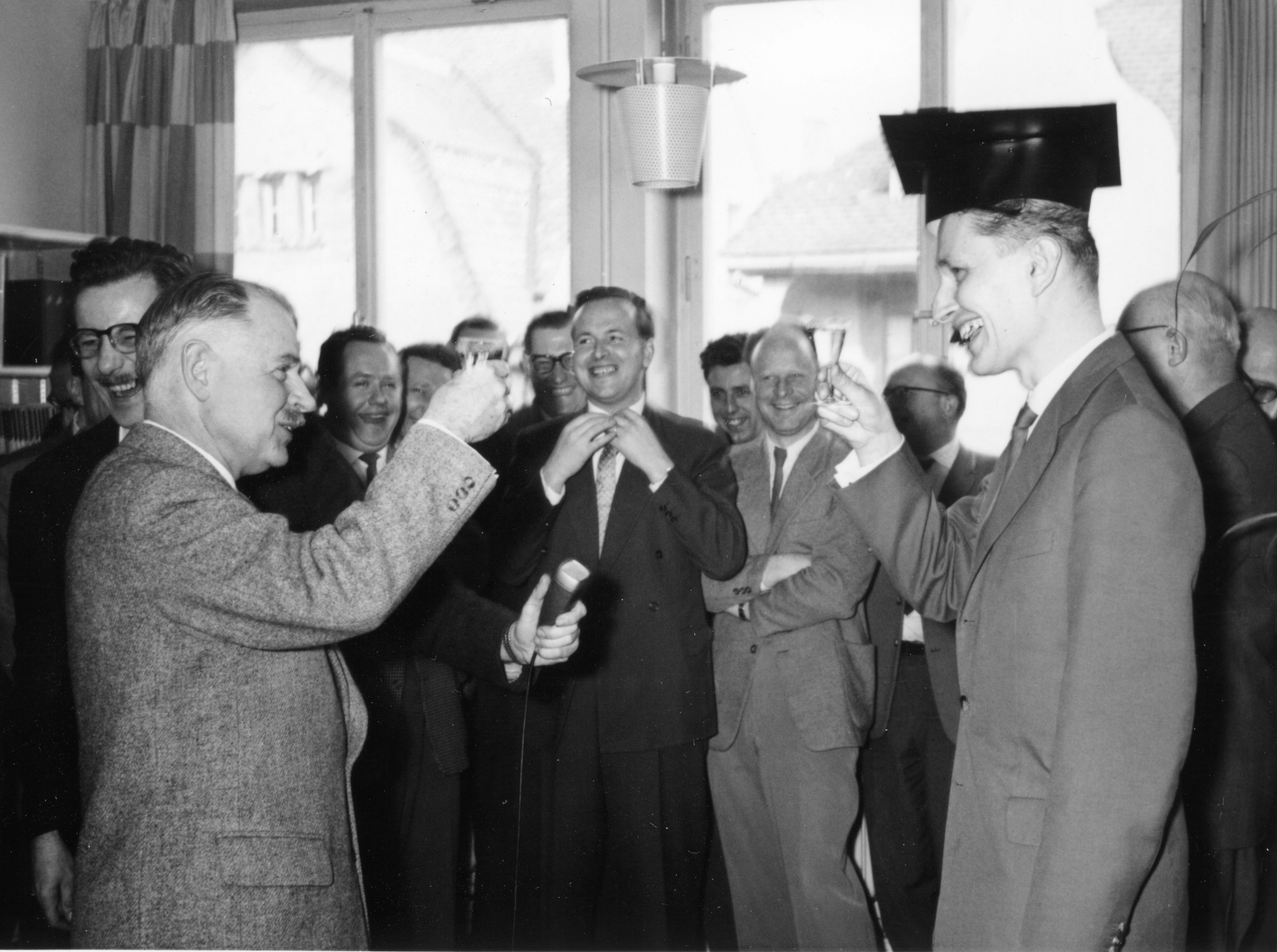
Wilhelm Runge (links) bei Manfred Börners Doktorfeier im März 1959

Wilhelm Tolmé Runge (* 10. Juni 1895 in Hannover; † 9. Juni 1987 in Ulm) war ein deutscher Elektroingenieur, der an der Entwicklung der Radartechnik, insbesondere während des Zweiten Weltkrieges, maßgeblich beteiligt war. Er war Inhaber von über einhundert Patenten auf dem Gebiet der Elektrotechnik.

## Lebenslauf
Wilhelm Runge wurde als Sohn von Carl Runge (Professor für Mathematik an der TH Hannover und der Uni Göttingen) und dessen Frau Aimée (geb. Du Bois-Reymond) geboren. Er hatte einen Bruder und vier Schwestern. Als Freiwilliger im Ersten Weltkrieg diente Runge bei einer Telegrapheneinheit, wo er die Leitung einer Funkstelle übernahm.
Nach einem Studium der Hochfrequenztechnik an der Georg-August-Universität Göttingen und der TH Darmstadt begann er in Berlin bei der Telefunken Gesellschaft für drahtlose Telegraphie m.b.H. eine Tätigkeit im Entwicklungslabor, dessen Leiter er im Herbst 1924 wurde. Er entwickelte Mess- und Berechnungsmethoden für den Empfängerbau und begann ab 1930 mit Forschungen in der Rückstrahl- und Richtfunktechnik im Dezimeterwellenbereich. In den Jahren 1935–1942 leitete er das Telefunken-Gesamtlaboratorium und war u. a. federführend an der Entwicklung der „Würzburg“- und „Lichtenstein“-Radargeräte beteiligt. 
Nach einer Tätigkeit gegen Ende des Zweiten Weltkriegs als Leiter eines Instituts der Deutschen Versuchsanstalt für Luftfahrt kehrte er zu Telefunken zurück und baute dort die Entwicklungsabteilung neu auf. Ab 1955 übernahm Wilhelm T. Runge bis zu seiner Pensionierung 1963 den Aufbau und die Leitung des Forschungsinstitutes von Telefunken in Ulm.

## Auszeichnungen und Ehrungen
- Im Jahr 1968 erhielt er den VDE-Ehrenring.[1]
- Im Ulmer Gewerbegebiet Science Park II wurde 1989 die Wilhelm-Runge-Straße ihm zu Ehren benannt. In das Daimler-Forschungszentrum in der Wilhelm-Runge-Straße 11 ging das Telefunken-Forschungszentrum der übernommenen AEG-Telefunken auf. In der Wilhelm-Runge-Straße 1 betreibt das Unternehmen Vodafone einen Richtfunkknoten für sein Mobilfunknetz.